# First-pass-effect
Het first-pass-effect betekent de eerste leverpassage en vindt altijd plaats wanneer een geneesmiddel voor de eerste keer de lever passeert. Dit effect is het grootst bij inname via de mond (per os): na de maag vindt opname in de darmen plaats waardoor vrijwel alle bestanddelen via de leverpoortader voor het eerst de lever passeren. De opname via de darmen wordt enteraal genoemd. Om dit effect voor een deel te vermijden kunnen medicijnen ook parenteraal worden toegediend, bijvoorbeeld rechtstreeks in een ader. Ook dan zal een gedeelte de lever passeren.
Sommige medicijnen kunnen al door enzymen in de maagwand worden opgenomen, maar ook dan vindt nog leverpassage plaats. Ook enzymen in het bloed zelf kunnen een medicijn omzetten in al dan niet actieve metabolieten.
Geneesmiddelen en andere lichaamsvreemde stoffen kunnen in de lever gedeeltelijk worden omgezet in hun metabolieten. Dit kan de werking van een geneesmiddel sterk beïnvloeden. Met name cytochroom P450-enzymen hebben hier een belangrijke rol.
Soms is een geneesmiddel juist pas werkzaam na omzetting in de lever. Het niet-actieve geneesmiddel, zoals dat wordt ingenomen, heet dan een prodrug.
Hoeveel 'stappen' de lever er voor nodig heeft, hoe vaak een medicijn de lever moet passeren om tot een uitscheidbaar 'afvalproduct' te worden omgezet, welke enzymen hiervoor nodig zijn en welke mogelijk schadelijke (tussen)producten er gevormd worden, bepalen hoe belastend of zelfs schadelijke het medicijn voor de lever is.